# Xã Mahanoy, Quận Schuylkill, Pennsylvania
Xã Mahanoy (tiếng Anh: Mahanoy Township) là một xã thuộc quận Schuylkill, tiểu bang Pennsylvania, Hoa Kỳ. Năm 2010, dân số của xã này là 3.152 người.